# Punta de Palomes
La Punta de Palomes és una muntanya de 879 metres que es troba al municipi de Castellfollit del Boix, a la comarca catalana del Bages.